# スナヅル属
スナヅル属（学名: Cassytha）は、クスノキ科に分類される1属であるが、クスノキ科としては極めて例外的な寄生性のつる植物である。細長く分枝する茎が宿主植物に絡みつき、葉は鱗片状に退化、茎から生じた寄生根（吸器）によって随所で宿主に付着し、水や栄養分を奪うが、自ら光合成も行う（図1）。花はつぼ形で3枚の微小な外花被片（萼片）、3枚の内花被片（花弁）、3個ずつ4輪の雄しべと仮雄しべ、1個の雌しべをもち、果実は多肉化した花托に包まれる（図1）。20種ほどが知られ、多くはオーストラリアに分布するが、少数の種がアフリカや東南アジアに分布し、唯一スナヅルのみが世界中の熱帯から亜熱帯域に広く分布する。学名の Cassytha は、ネナシカズラを示すギリシャ語である kasytas または kadytas に由来する。

## 特徴
つる性の多年生半寄生植物（宿主から水や栄養を奪うが、自身で光合成も行う寄生植物）であり、細長い茎で宿主に巻きつき、寄生根（吸器）によって随所で付着する（図1, 2）。茎は緑色、橙色、帯赤色などであり、無毛または有毛、細長く、分枝する（図1, 2）。葉は退化しており、微細な鱗片状、無毛または有毛、互生し螺生する。精油を含み、つぶすとかすかに芳香がする。
花は小さく両性花、穂状花序、総状花序、または頭状花序が腋生する（図1下, 2a, 3, 4a）。1枚の苞と2枚の小苞があり、花は無柄または短い柄がある。花被片は6枚、3個ずつ2輪、外花被片（萼片）は非常に小さく、内花被片（花弁）は白色、薄紅色、黄緑色、黄褐色など（図3）。雄しべはふつう9個、3個ずつ3輪、第2輪はまれに仮雄しべ、第3輪の花糸には1対の無柄の腺体が左右にある。葯は2室、2弁によって開き、第1、2輪の雄しべの葯は内向、第3輪の雄しべの葯は外向。花粉表面はイボ状。雄しべの内側には、無柄または有柄の仮雄しべが3個1輪存在する。雌しべは1個、子房は球形、1室、1胚珠を含み、花柱は短く、柱頭は頭状。
果実は花後に発達して肉質化した花托に包まれ核果状になり、緑色、黄色、赤色など、その頂端には開口部があり、花被片が残存する（図1上, 4）。中果皮と内果皮は木質化する。種子を1個含む。無胚乳種子であり、子葉は厚く肉質、のちに合着する。
ネナシカズラ属（ヒルガオ科）は、外観や寄生様式においてスナヅル属に似ているが、この類似性は収斂進化によるものである。ネナシカズラ属は、全寄生植物（光合成能を欠く）であり、花は5数生、果実は蒴果で多数の種子を含む、などの点でスナヅルとは異なる。

## 分布・生態
多くの種はオーストラリアのみに分布するが、Cassytha ciliolata と C. pondoensis はアフリカ、イトスナヅルは沖縄諸島の一部、C. larsenii はタイ、C. capillaris はインドからオーストラリアに分布し、例外的にスナヅルは世界中の熱帯から亜熱帯域に見られる（下記参照）。
一般的に耐陰性に乏しいと考えられており、開けた環境、特に沿岸植生や道路脇などに生育する。
スナヅル属の植物は半寄生植物であり、宿主植物から水と栄養分を収奪するが、自ら光合成を行うことができる。種子から発芽した実生は最初は寄生せずに成長し、種によって1週間から2ヶ月ほど寄生せずに成長が可能であり、若い茎は活発に運動して宿主を探索する。類似した寄生様式をもつネナシカズラ属（ヒルガオ科）では宿主が放出する揮発性物質を感知することが知られているが、スナヅル属では宿主感知の機構は明らかではない。スナヅルにおいて、植物ホルモンのサイトカイニンとオーキシン、および青色光が宿主への巻きつきと吸器形成に重要であることが示されている。吸器は宿主の表皮を貫通して宿主組織内に侵入し、宿主の維管束から水と養分を吸収する。木部を介した水や無機養分（窒素やリンなど）の吸収を行うが、篩部を介した有機物吸収の程度については諸説ある。寄生に成功した場合は地中の一次根は消失し、地面からは切り離される。
スナヅル属に寄生された宿主植物は、ふつう生物量や繁殖（花数、種子生産など）に悪影響が生じ、重度の寄生では枯死する。宿主特異性は一般に低く、高木から草本まで多様な植物に寄生するが、木本を宿主とすることが多い。ただし、沖縄固有種であるイトスナヅルでは、オオマツバシバ（イネ科）またはイガクサ（カヤツリグサ科）のみを宿主とすることが報告されている。また、スナヅル属の寄生に対する応答は植物によって異なり、例えばオーストラリア固有のスナヅル属植物は、在来植物よりも外来植物に対して大きな影響を与えることが示されている。またスナヅル属植物も、在来植物に寄生しているときよりも外来植物に寄生しているときの方が光合成速度、成長速度、生物量が大きかったとする報告がある。このような違いは、在来宿主の抵抗力が大きいことに起因すると考えられている。
半分ほどの種は周年開花するが、特定の花期をもつ種もいる。スナヅル属の果実は肉質化した花托に包まれることから、果実が動物（鳥、哺乳類）に被食されて散布されると考えられている。スナヅルなど一部の種は硬い果皮をもち、沿岸域に分布することから、海流散布されると考えられている。また、Cassytha pubescens の種子は休眠期をもち、加熱や種皮が傷つくことによって休眠が解けることが示されており、この性質は山火事に対する適応と考えられている。

## 人間との関わり
スナヅル属植物の寄生により、有用植物や絶滅危惧植物に対して害が生じることがある。一方、外来植物を防除するための利用も研究されている。
スナヅルなどは、地域によってさまざまな用途の民間薬として利用されている。またアルカロイドやフラボノイドなどの生理活性物質を含み、さまざまな研究が行われている。
特に広域分布種であるスナヅルは、太平洋諸島やアフリカなどで、装飾、ロープや補強材、香料、洗髪剤、儀式などさまざまな用途で用いられている。

## 分類
寄生植物として極めて特殊化した植物であり、スナヅル属のみでスナヅル科（Cassytlacene）に分類されることもあった。しかし、花の構造などはクスノキ科の特徴をもつことから、クスノキ科に分類されることが一般的となった。クスノキ科の中でスナヅル属のみをスナヅル亜科（Cassythoideae）とし、他をまとめクスノキ亜科とすることが多かった。しかし、20世紀末以降の分子系統解析などからはこの分類は支持されず（上記クスノキ亜科は側系統になる）、2025年現在ではクスノキ科はいくつかの連に分けられ、スナヅル属のみでスナヅル連（Cassytheae）に分類されることが多い。
Cassytha Mill. (1768) は　スナヅル属（Cassytha L. (1753)）のホモニム（異物同名）であり、サボテン科の Rhipsalis Gaertn. (1788), nom. cons. のシノニムである。
スナヅル属には20–23種ほどが知られている（下表1）。日本には2種（スナヅル、イトスナヅル）が分布しており、スナヅルについては基準変種と変種ケスナヅルが存在する。
表1. スナヅル属の分類の一例
- スナヅル属 Cassytha L. (1753)[1][18]
シノニム[18]: Calodium Lour. (1790); Ozarthris Raf. (1838); Rombut Rumph. ex Adans. (1763); Rumputris Raf. (1838); Spironema Raf. (1838); Volutella Forssk. (1775)
  - Cassytha aurea J.Z.Weber (1981)[19]
オーストラリア西部に分布する。沿岸域から林に生育[9]。
  - Cassytha candida (J.Z.Weber) J.Z.Weber (2007)[20]
シノニム: Cassytha aurea var. candida J.Z.Weber (1981)
オーストラリア北部から西部に分布する。林に生育[9]。
  - Cassytha capillaris Meisn. (1864)[21]
シノニム: Cassytha strigosa W.Fitzg (1918); Cassytha tenuis C.K.Allen (1942)
アッサム地方、ベトナム、インドネシア、ニューギニア島、オーストラリアに分布する。沿岸域から林に生育[9]。
  - Cassytha ciliolata Nees (1836)[22]
シノニム: Cassytha capensis Meisn. (1864); Cassytha triflora E.Mey. (1843); Ozarthris capense Raf. (1838)
南アフリカに分布する。林に生育[9]。
  - スナヅル Cassytha filiformis L. (1753)[23]
汎熱帯性であり、アフリカから南アジア、東南アジア、オーストラリア、中南米および多くの島嶼に分布する。日本でも鹿児島県佐多岬から南西諸島、小笠原諸島で見られる。沖縄群島の一部、台湾、中国南部には、茎が細く毛で覆われた変種ケスナヅルが存在する。海岸から林まで生育環境は多様[9]。
  - Cassytha flava Nees (1845)[24]
オーストラリア西部に分布する。
  - Cassytha flindersii (J.Z.Weber) J.Z.Weber (2007)[25]
シノニム: Cassytha peninsularis var. flindersii J.Z.Weber (1981)
オーストラリア中南部に分布する。山地林に生育[9]。
  - Cassytha glabella R.Br. (1810)[26]
オーストラリアに分布する。海岸から林に生育[9]。
  - Cassytha larsenii Kosterm. (1994)[27]
タイに分布する。林に生育[9]。
  - Cassytha melantha R.Br. (1810)[28]
シノニム: Cassytha robusta Meisn. (1864)
オーストラリア西部から南部に分布する。海岸から内陸部まで生育[9]。
  - Cassytha micrantha Meisn. (1864)[29]
オーストラリア西部に分布する。海岸から内陸部まで生育[9]。
  - Cassytha nodiflora Meisn. (1864)[30]
オーストラリア西部に分布する。海岸に生育[9]。
  - Cassytha paniculata R.Br. (1810)[31]
シノニム: Cassytha glabella Sieber ex Meisn. (1864), not validly publ.; Cassytha paniculata var. remotiflora (F.Muell. ex Meisn.) Benth. (1870); Cassytha remotiflora F.Muell. ex Meisn. (1864)
オーストラリア東部に分布する。
  - Cassytha pedicellosa J.Z.Weber (1981)[32]
タスマニア島に分布する。海岸に生育[9]。
  - Cassytha peninsularis J.Z.Weber (1981)[33]
オーストラリア中南部に分布する。海岸から林に生育[9]。
  - イトスナヅル Cassytha pergracilis (Hatus.) Hatus. (1976)[34]
シノニム: Cassytha filiformis var. pergracilis Hatus. (1971)
南西諸島（伊是名島、渡嘉敷島など）に分布する。
  - Cassytha phaeolasia (F.Muell.) Benth. (1870)[35]
シノニム: Cassytha paniculata var. phaeolaris F.Muell. (1866)
オーストラリア南東部に分布する。
  - Cassytha pomiformis Nees (1856)[36]
シノニム: Cassytha ceratopoda Meisn. (1864); Cassytha multiflora Nees (1845): Cassytha pomiformis var. pubiflora Benth. (1870); Cassytha subcapitata Meisn. (1864)
オーストラリア東部に分布する。海岸から内陸部まで生育[9]。
  - Cassytha pondoensis Engl. (1899)[37]
アフリカ南部に分布する。海岸から林に生育[9]。
  - Cassytha pubescens R.Br. (1810)[38]
シノニム: Cassytha piligera Schltdl. (1848); Cassytha pubescens var. fasciculata Meisn. (1864); Cassytha pubescens var. macrocarpa T.S.Hart (1925), not validly publ.; Cassytha rugulosa Meisn. (1864); Cassytha tasmanica Meisn. (1864); Cassytha tepperiana Ludw. ex Tepper (1888)
オーストラリア、タスマニア島に分布する。海岸から林に生育[9]。
  - Cassytha racemosa Nees (1845)[39]
シノニム: Cassytha racemosa var. genuina Hochr. (1925), not validly publ.
オーストラリア東部と西部に分布する。海岸に生育[9]。
  - Cassytha rufa J.Z.Weber (1987)[40]
オーストラリア北東部に分布する。林に生育[9]。